# District de Yên Khánh
Yên Khánh est un district de la province de Ninh Binh dans la région du delta du fleuve Rouge au Viet Nam .

## Géographie
Le district de Yên Khánh a une superficie de 142 km2. 
La capitale du district se trouve à Yên Ninh.